# Siem Reap

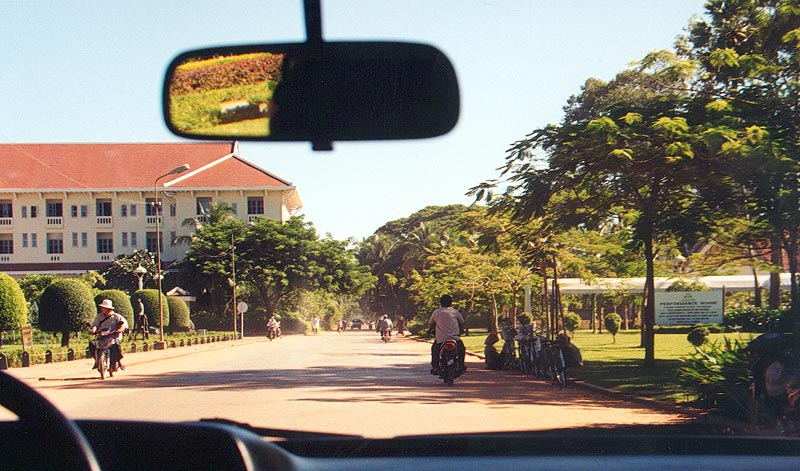
Siem Reap

Siem Reap je hlavní město stejnojmenné provincie v Kambodži a je branou do Angkoru, středověkého města vybudovaného v 9.–13. století vládci Khmerského impéria. Samotný název města znamená doslovně „porážka Thajska“. Místo tak bylo pojmenováno jako připomínka dávné vítězné bitvy Khmerů s thajskou armádou.

## Poloha
Město Siem Reap se rozkládá převážně kolem řeky Siem Reap, ústící do největšího jihoasijského jezera Tonlesap a kolem hlavní silnice protínající město od východu k západu, silnice č. 6.

## Popis
Ještě na začátku 20. stol. byl Siem Reap jen shlukem malých vesnic, které přirozeně obklopovaly waty (buddhistické chrámy) kolem řeky Siem Reap (provincie, město i řeka mají stejný název). V roce 1907 navštívilo znovuobjevený Angkor Wat dvě stě turistů během tří měsíců.
Je těžké určit jakékoli hranice města, stejně jako počet obyvatel. Siem Reap nemá klasický plán rozvoje, rozrůstá se většinou zcela živelně a neexistuje sčítání lidu. Počet obyvatel se proto jen odhaduje mezi 100 000 až 130 000 osobami.
Nejrušnější centrum města se rozkládá kolem Phsar Chhas (Old Market neboli Starý trh) a kolem přilehlé ulice Siwatha Blvd. Dalším, čím dál tím rušnějším místem je Angkor Night Market, jenž byl otevřen na jaře 2007 a je jediným nočním trhem v Kambodži, který je postaven v tradičním venkovském stylu.
Centrum města je vybudováno v klasickém francouzském koloniálním stylu, ale najdeme zde také značný vliv čínské architektury. Usídlení čínských přistěhovalců značně ovlivnilo a ovlivňuje tvář Kambodži. Proto například Khmérové nazývají své novodobé chrámy pagodami (správně však „wat“ případně „prasat“). Většinu obchodu v Kambodži rovněž ovládají potomci čínských usedlíků.
Siem Reap je dnes bezpochyby nejrychleji se rozrůstajícím městem v Kambodži. Chrámový komplex Angkor Wat a další chrámy v archeologickém parku navštěvuje v současnosti více než dva miliony turistů ročně a jejich počet údajně každoročně stoupá o dvacet procent. Proto dnes bez problémů najdete v Siem Reapu pětihvězdičkové hotely, kde klidně zaplatíte za jednu noc až tři tisíce dolarů. Ti, co mají hlouběji do kapsy, se však nemusejí obávat, že by nenašli střechu nad hlavou. Jsou zde stovky menších hotelů a guesthousů, kde se cena za nocleh pohybuje od pěti do třiceti dolarů.
Noční život se odehrává převážně v uličkách kolem Pub Street a v Angkor Night Market. Pub Street není oficiální název (Většina ulic v Siem Reapu nemá název.), ale spontánně vzniklá přezdívka. Jak samotný název napovídá, je to díky značné koncentraci restaurací a barů nejen v samotné ulici, ale také v malebných úzkých uličkách kolem. Pub Street se nachází v těsném sousedství Starého trhu (Old Market area). V Siem Reapu neexistuje kino, divadlo či jiná zábava, s výjimkou několika málo restaurací a hotelů, které večer nabízejí taneční představení apsaras, neboli božských tanečnic.
Proto ti, co nechtějí večer jen sedět a popíjet v hospodě, jdou zpravidla na nákup do nedalekého Angkor Night Market, kde můžete nakoupit suvenýry v tradičním kambodžském prostředí. Výhodou je, že si zde stánky pronajalo mnoho NGO (nevýdělečných organizací), které podporují rozvoj původních kambodžských řemesel. Proto zde lze objevit řadu zcela originálních rukodělných výrobků. A pokud se v tom vedru neobejdete bez pití, najdete v trhu úžasný Island bar, zasazený do tropické zahrady, kde je přece jen o poznání chladněji než v rozpálených městských ulicích.
Do města se dostanete jednak letadlem, autobusem anebo případně lodí po jezeře Tonlesap. Letadlem můžete přicestovat například z Bangkoku anebo z hlavního kambodžského města Phnompenhu. Z hlavního města můžete jet rovněž autobusem (320 km, zhruba šest hodin cesty) anebo lodí, což je přibližně stejná vzdálenost i čas. Jiná možnost je dopravit se do Siem Reapu autobusem z thajského Bangkoku. Z hraničního přechodu Poi Pet do Siem Reapu vede nově vybudovaná asfaltová silnice.